# Stadion Mladost w Kruševacu
Stadion Mladost (serb. Стадион Младост) − stadion piłkarski mieszczący się w Kruševacu, na którym domowe mecze rozgrywa miejscowy klub, Napredak. Pojemność stadionu wynosi 10 811.